# Mantas Kvedaravičius
Mantas Kvedaravičius (Biržai, 23 de junio de 1976-Mariúpol, 30 de marzo de 2022) fue un cineasta, antropólogo y arqueólogo lituano conocido por sus reportajes de guerra en zonas hostiles. Falleció durante el Sitio de Mariúpol.

## Biografía
Nacido en Biržai, Lituania, en 1976, obtuvo un doctorado en antropología social por la Universidad de Cambridge y más tarde se desempeñó como profesor asociado en la Universidad de Vilna. Su tesis doctoral se centró en los "Nudos de ausencia: muerte, sueños y desapariciones en los límites de la ley en la zona antiterrorista de Chechenia". Chechenia, una de las repúblicas de la Federación Rusa, devastada por la guerra, también es el escenario de su documental de 2011, Barzaj ("Limbo").
Su siguiente documental, de 2016, se centró en la ciudad portuaria ucraniana de Mariupol entre 2014 y 2015 y los ataques de las tropas separatistas. En 2019, se estrenó su primer largometraje, Partenonas (Partenón), ambientado en Atenas, Odesa y Estambul. Basada en varios años de investigación etnográfica, es una película sobre el enigmático funcionamiento de la memoria. En imágenes impactantes, a menudo inconexas, el personaje central revive diversas vidas que pudo haber vivido. «Los recuerdos lo delatan, pero sabe con certeza que en una de estas vidas, morirá».

### Fallecimiento
Mientras trabajaba en otro documental sobre Mariupol, fue asesinado el 30 de marzo de 2022 durante el Sitio de Mariupol. Lyudmyla Denisova, defensora del pueblo de Ucrania para los derechos humanos, alegó que este fue hecho prisionero por 'ruscistas', quienes posteriormente le dispararon. Los ocupantes arrojaron el cuerpo del director a la calle. Su prometida, Hanna Bilobrova, informó que dos días después de su muerte, un soldado ruso la condujo hasta su cuerpo. Dijo que le habían disparado en el estómago, pero que no había sangre en el suelo ni ningún agujero de bala en la ropa que vestía. Bilobrova repatrio su cuerpo a Lituania.
El asesinato fue condenado por la Directora General de la UNESCO, Audrey Azoulay, en un comunicado de prensa publicado el 6 de abril. Según el seguimiento mundial sobre la seguridad de los periodistas realizado por el Observatorio de Periodistas Asesinados, este fue el noveno periodista asesinado por las fuerzas rusas en Ucrania durante 2022.